# Ibjala, Nanjangud
Ibjala là một làng thuộc tehsil Nanjangud, huyện Mysore, bang Karnataka, Ấn Độ.